# Anoplodiera voluta
Anoplodiera voluta är en plattmaskart som beskrevs av Westblad 1930. Anoplodiera voluta ingår i släktet Anoplodiera och familjen Umagillidae. Arten är reproducerande i Sverige. Inga underarter finns listade i Catalogue of Life.